# 珠珠線

珠珠線（しゅしゅせん、中文表記: 珠珠铁路）は中華人民共和国内モンゴル自治区シリンゴル盟にある、通霍線ジュスフア駅と東ウジムチン旗ズーンハタブチ駅を結び、中蒙国境にて、建設中のモンゴル鉄道（チョイバルサン方面）に接続する鉄道である。
本鉄道はジュスフア駅を起点とし、西へ向かいバインホショー・バルガス、ドードノール・バルガス、ボラグ・ソム、ウリヤスタイ・バルガスを経由し、ハタブチ・バルガスにあるズーンハタブチ駅（旧名ハタブチ南駅）に至る、全長357.6kmの路線である。

## 歴史
2009年5月に、ジュスフア駅・賀斯格烏拉駅間の65kmを着工し、同年8月29日に竣工した。2010年5月、賀斯格烏拉駅・ズーンハタブチ南駅間の231.5kmを着工し、同年11月8日に開通した。その後、2014年3月1日に、ズーンハタブチ南駅・ズーンハタブチ駅間の最後の61.1kmを着工、2014年7月12日に開通し、ここに珠珠線の全線が完成した。